# 397 км (зупинний пункт)
397 кіломе́тр — пасажирський залізничний зупинний пункт Рівненської дирекції Львівської залізниці.
Розташований неподалік від села Череваха, Маневицький район, Волинської області на лінії Сарни — Ковель між станціями Троянівка (9 км) та Маневичі (5 км).
Станом на 2025 рік, щодня одна пара приміського поїзда прямує за напрямком Ковель-Пасажирський — Сарни.